# منطقه ویژه پتروشیمی بندر امام خمینی
منطقه ویژه پتروشیمی بندر امام خمینی یک شهر صنعتی پتروشیمی که در بخش بندر امام خمینی شهرستان ماهشهر استان خوزستان  واقع شده است.

## مدیریت
مدیریت این منطقه با سازمان منطقه ویژه پتروشیمی است و هم اکنون پیام برزگر مدیریت آن را بر عهده دارد.

## معرفی
منطقه ویژه اقتصادی پتروشیمی در محدوده‌ای به وسعت حدود ۲۸۵۰ هكتار در جنوب غربی ایران و در ساحل خلیج فارس، در شهرستان بندر ماهشهر بخش بندر امام خمینی قرار دارد.
از نظر موقعیت جغرافیایی، منطقه از طریق منطقه ویژه اقتصادی بندر امام خمینی و از آبراه خور موسی به آب‌های آزاد بین‌المللی و از طریق راه آهن سراسری به تركیه، اروپا و آسیای مركزی دسترسی دارد.
در این راستا سازمان منطقه ویژه اقتصادی پتروشیمی جهت مدیریت و تحقق توسعه فعالیت‌های صنعتی و اقتصادی در منطقه  ازجمله صنایع پتروشیمی، به صورت زیر مجموعه‌ای از شركت ملی صنایع پتروشیمی، براساس مصوبه تیر ماه سال ۱۳۷۶ شورای عالی مناطق آزاد تجاری-صنعتی فعالیت‌های خود را در سال ۱۳۷۷ آغاز كرده و از سرمایه‌گذاران داخلی و خارجی به منظور سرمایه‌گذاری در این منطقه مهم اقتصادی دعوت به عمل آورده است.
 اهداف ایجاد منطقه ویژه اقتصادی پتروشیمی
• پشتیبانی از فعالیت‌های اقتصادی و برقراری ارتباط تجاری بین‌المللی
• تشویق سرمایه‌گذاران داخلی و خارجی برای ورود به عرصه تولید
• توسعه صادرات و محصولات تولیدی و ایجاد تحرک در صنعت، تجارت و اقتصاد منطقه‌ای
• رشد و توسعه اقتصادی استان و بهره‌گیری از توانایی‌های بالقوه استان و کشور
• پیشگیری از خام فروشی و ایجاد ارزش افزوده بیشتر در محصولات پایه
• ایجاد بستر مناسب برای حضور در بازار‌های جهانی و تولید و پردازش کالا و افزایش صادرات غیر نفتی، صادرات مجدد، عبور خارجی (ترانزیت) و انتقال کالا (ترانشیب)
• جذب و تولید دانش و انتقال فناوری از طریق همکاری علمی و صنعتی با شرکت‌های بین‌المللی دانش بنیان و فناور داخلی
• حمایت از صنایع و صنعتگران داخلی و ایجاد تسهیلات برای آن‌ها
• اقدام عملی در جهت ایجاد اشتغال مولد و کاهش نرخ بیکاری
کاربری اراضی در منطقه:
از نظر كاربری اراضی، منطقه ویژه اقتصادی پتروشیمی با وسعت حدود ۲۸۵۰ هكتار به ۶ سایت به شرح زیر تقسیم‌بندی شده است:
سایت شماره صفر
- واقع در ناحیه شمالی منطقه (۴۲۴هکتار)، شامل حوضچه‌های استحصال نمک و دپوی نمک می‌باشد.

سایت شماره ۱:
- واقع در ناحیه شمالی منطقه (۴۰۵هكتار)، برای ایجاد صنایع كوچك و متوسط اختصاص یافته است.

اراضی این سایت برای كاربری‌های مختلف، مانند صنایع پایین دستی پتروشیمی، شیمیایی، برق و الكترونیك، ساختمانی، فلزی و ماشین‌سازی، آزمایشگاه و كنترل كیفیت، ساخت و تعمیر و نگهداری تجهیزات و همچنین واحد‌های اداری، خدماتی، اقامتی، تأسیساتی و غرفه‌های تجاری در نظر گرفته شده است.
سایت شماره ۲:
- با مساحتی حدود ۵۷۵ هكتار برای ایجاد صنایع سنگین، میانی و پایین دستی پتروشیمی، واحد تولید سرویس‌های جانبی مركزی فجر۲، محل انبار جامدات، ‌ایستگاه مركزی راه آهن در نظر گرفته شده است.

سایت شماره ۳:
- با مساحتی حدود ۳۸۴ هكتار جهت احداث صنایع سنگین، میانی و پایین دستی پتروشیمی، مركز آموزش و مركز پژوهش و فن‌آوری، كارگاه مركزی تعمیرات و نگهداری صنایع نفت، گاز و پتروشیمی، آتش نشانی مركزی، اورژانس، محیط زیست و بهداشت اختصاص یافته است.

سایت شماره ۴:
- با مساحتی حدود ۳۶۷ هكتار جهت احداث صنایع سنگین و میانی پتروشیمی و واحد‌های تولید سرویس‌های جانبی مركزی (فجر یك).

سایت شماره ۵:
- با الحاق پتروشیمی بندرامام، رازی و فارابی به این سایت مساحت آن بالغ ۶۹۶ هكتار گردیده است. از مشخصه‌های عمده سایت ۵ وجود هفت پست اسكله تخلیه و بارگیری مواد شیمیایی، استقرار انبار‌ها و مخازن مایعات و بازرگانی فرآورده‌های پتروشیمی می‌باشد.[۳]